# قصة زواج (فلم)
قصة زواج هو فيلم دراما صدر في عام 2019 من تأليف وإخراج نواه باومباخ. من بطولة سكارليت جوهانسون وآدم درايفر ولورا ديرن وألن ألدا وراي ليوتا ووالاس شون وآجي روبرتسون وجولي هاجرتي وميريت ويفر. يتتبع الفيلم قصة زوجين، درايفر المخرج مسرحي وجوهانسون الممثلة، خلال قصة طلاقهما.
أُعلن عن هذا المشروع في نوفمبر من عام 2017، وضم الممثلين إلى طاقم العمل في نفس الشهر. صُور الفيلم في لوس أنجلوس ومدينة نيويورك بين يناير وأبريل من عام 2018. أصدرت شركة نتفليكس الفيلم ليكون أول عرض له في مهرجان البندقية السينمائي في 29 أغسطس من عام 2019، وبدأ الإصدار المسرحي المحدود له في 6 نوفمبر من ذلك العام، ليليه البث الرقمي في 6 ديسمبر من نفس العام.
حظي فيلم ماريج ستوري بإشادة واسعة النطاق من النقاد، وثناء خاص على سيناريو وإخراج باومباخ، وأداء جوهانسون ودرايفر وديرن، وموسيقى راندي نيومان. تلقى الفيلم العديد من التقديرات، ومن بينها ستة ترشيحات في حفل توزيع جوائز الأوسكار الثاني والتسعين، بما في ذلك أفضل فيلم وأفضل كتابة (سيناريو أصلي) أصلي وأفضل ممثل (درايفر) وأفضل ممثلة (جوهانسون). حصل الفيلم أيضًا على ستة ترشيحات رئيسية في حفل توزيع جوائز الغولدن غلوب السابع والسبعين، بما في ذلك أفضل فيلم دراما، بالإضافة إلى خمسة ترشيحات في حفل توزيع جوائز الأكاديمية البريطانية الثالث والسبعين. فازت ديرن بسبب أدائها بجائزة الأوسكار وجائزة غولدن غلوب لأفضل ممثلة مساعدة، وجائزة نقابة ممثلي الشاشة للأداء المتميز لأفضل ممثلة في دور مساعد، وجائزة البافتا لأفضل ممثلة في دور ثانوي.

## طاقم العمل
- سكارليت جوهانسون في دور نيكول باربر، زوجة تشارلي.
- آدم درايفر في دور تشارلي باربر، زوج نيكول.
- لورا ديرن في دور نورا فانشو، محامية نيكول.
- آلن ألدا في دور بيرت سبيتز، محامي تشارلي الثاني.
- راي ليوتا في دور جاي ماروتا، محامي تشارلي الأول.
- أزي روبرتسون في دور هنري باربر، ابن نيكول وتشارلي.
- جولي هاجرتي في دور ساندرا، والدة نيكول.
- ميريت ويفر في دور كاسي، شقيقة نيكول.
- والاس شون في دور فرانك.
- مارثا كيلي في دور نانسي كاتز.
- مارك أوبراين في دور كارتر ميتشوم.
- ماثيو شير في دور تيري.
- بروك بلوم في دور ماري آن.
- كايل بورنهيمر في دور تيد.
- ميكي سمنر في دور بيث.
- روبرت سميجل في دور الوسيط.
- ريتش فولشر في دور القاضي نيل تيلدن.
- لوكاس نيف في دور بابلو.
- توندي أديبيمبي في دور سام.

يظهر كل من جاسمين سيفاس جونز وماري وايزمان وماثيو ماهر وبيكا بلاكويل بدور أعضاء في مجموعة نيكول وتشارلي المسرحية.

## الميزانية والإيرادات
بلغت تكلفة إنتاج الفيلم حوالي 18 مليون $ بينما حقق إيرادات تقدر بـ 2.3 مليون $.

## روابط خارجية
- قصة زواج على موقع IMDb (الإنجليزية)
- قصة زواج على موقع ميتاكريتيك (الإنجليزية)
- قصة زواج على موقع روتن توميتوز (الإنجليزية)
- قصة زواج على موقع نتفليكس (الإنجليزية)
- قصة زواج على موقع ألو سيني (الفرنسية)
- قصة زواج على موقع أول موفي (الإنجليزية)
- قصة زواج على موقع فيلمافينيتي (الإسبانية)
- قصة زواج على موقع قاعدة بيانات الفيلم (الإنجليزية)
- قصة زواج على موقع ليتربوكسد (الإنجليزية)
- قصة زواج على موقع كينوبويسك (الروسية)